# Rhagodoca termes
Rhagodoca termes es una especie de arácnido  del orden Solifugae de la familia Rhagodidae.

## Distribución geográfica
Se distribuye por Kenia y Somalia.